# Auditoría de modelo
Una auditoría de modelo (model audit, en inglés) es el término coloquial  para las tareas practicadas al llevar a cabo una diligencia debida sobre un modelo financiero, de cara a eliminar los errores de hoja de cálculo. La auditoría de modelo también se conoce como revisión de modelo, para evitar confundirla con la auditoría financiera.  Un estudio de 1998 concluyó que los estudiantes de MBA con más de 250 horas en el desarrollo de hojas de cálculo incurrieron en una probabilidad  del 24% de error en hoja de cálculo. Las auditorías de modelo son habitualmente solicitadas por organizaciones bancarias, de cara a asegurar a prestamistas e inversores que tanto los cálculos como los supuestos del modelo son correctos, y, por tanto, que se puede confiar en los resultados que este arroja. Cuando se solicita una revisión completa del modelo, el alcance se suele ampliar para incluir fiscalidad, contabilidad, análisis de sensibilidad y comprobación de datos hasta llegar incluso a la documentación original legal y financiera del modelo.

## Propósito
El propósito de una auditoría de modelo es asegurar que el modelo arroja resultados de confianza. Por esta razón, el auditor concluirá en su informe un nivel de confianza expresado como importe de responsabilidad. Éste puede variar desde un múltiple de la tarifa (2, 3, 4 veces la tarifa, etc.) a una cantidad fija, habitualmente de hasta 20 millones de dólares americanos. En caso de que se descubra un error u omisión en el modelo causado por negligencia del auditor, la organización que confió en el informe podría demandarle para recuperar cualquier pérdida.
El objetivo de la auditoría de modelo financiero debería ser reducir el riesgo financiero que se contrae a través de las transacciones relacionadas con el modelo.De por sí, es más importante asegurar que la auditoría tiene el ámbito apropiado y una metodología robusta de cara a identificar errores materiales, que negociar el límite de responsabilidad en caso de que no se identifiquen errores. La auditoría de modelo no es, al menos en su propósito principal, una póliza de seguro, sino una medida de reducción del riesgo contraído.

## Alcance típico
Para una auditoría de modelo completa, se incluirán normalmente los siguientes elementos:
- Una revisión de la lógica del modelo;
- Una revisión de la consistencia del modelo con la documentación financiera y contractual;
- Una revisión de la consistencia del modelo con los requerimientos fiscales y contables pertinentes;
- Un análisis de sensibilidad.

## Aplicación
La auditoría de modelo se ha relacionado de manera predominante con financiación de proyectos e infraestructuras, incluyendo transacciones de sociedades mixtas  (Iniciativas de financiación privada o PFI, por sus siglas en el Reino Unido, y P3, por sus siglas en los EE. UU.).
Las auditorías de modelo son aplicables a cualquier modelo financiero utilizado para soportar la asunción de un riesgo, como modelos de tasación, modelos operacionales, modelos de refinanciación, modelo de carpeta, modelos de fusiones y adquisiciones, etc.

## Cómo  se realiza
La mayoría de los modelos financieros se producen con Microsoft Excel. El modelo  contendrá normalmente unas hojas para entrada de datos, unas fórmulas que lo dirigen, y unos resultados, normalmente en la forma de estados financieras (balance general, cuenta de resultados, estado de cash flow o flujo de caja, etc.).
Los auditores del modelo pueden emprender una revisión detallada ascendente (celda a celda) de cada fórmula y/o un análisis descendente como la reelaboración de cálculos basada en la documentación del proyecto
Hay cierto debate sobre cuál de estos dos enfoques es el más adecuado. Un auditor de modelo puede enfatizar uno u otro o utilizar una combinación de ambos.

## Cambios introducidos por la crisis de crédito
Los bancos son ahora más aversos al riesgo. Aunque ellos no pagan las auditorías de modelo (lo hacen sus propietarios), sí dependen de su informe final. Esta dependencia les permite fijar el ámbito de realización de la auditoría. Después de la crisis de crédito de 2008, los bancos enfatizan las auditorías de modelo apropiadamente dimensionadas. La auditoría de modelo es percibida finalmente como una tarea crítica para la gestión del riesgo financiero, en vez de una tarea que proporciona una cabeza de turco cuando las cosas vengan mal dadas.

## Diálogo competitivo para sociedades mixtas
Los aprovisionamientos de las sociedades mixtas a menudo se llevan a cabo bajo un régimen de diálogo competitivo. Esto requiere que los licitadores se impliquen más pronto en la licitación, y la consecuencia de no identificar los errores en un modelo financiero en una etapa temprana podría ser que un licitante es incapaz de rectificar el una etapa posterior.
Como resultado, los modelos financieros se comprueban en un momento más temprano de la licitación, no solamente en el cierre financiero. Este tipo de comprobaciones se conocen como revisiones de licitador preferente. En algunos casos, estas tendrán prácticamente el mismo alcance que una auditoría de modelo para el cierre financiero, pero con limitaciones a la revisión documental, ya que esta aún estará siendo diseñada en ese momento. Pero, en otros casos, la revisión del licitador preferente estará limitada a un ámbito de procedimientos acordados con el objetivo de maximizar el riesgo mitigado a la vez que se minimiza el coste de la revisión. De esta manera, una revisión de licitador preferente debería conducir a un coste inferior de la auditoría de modelo de cierre financiero.
La introducción de este proceso en Norteamérica ha sido controvertido. La Ciudad de Brampton, por ejemplo, ha debido afrontar pleitos por su utilización.

## Coste y duración
Una auditoría de modelo puede llevar entre 1 y 5 semanas, pero esto no incluye el tiempo dedicado por parte del auditor a la corrección de los errores identificados. La tarifa es, en gran medida, dependiente del alcance de la revisión, el número y la complejidad de las fórmulas del modelo, el volumen y la complejidad de la documentación, y el número de versiones del modelo o la documentación a incluir.
El coste también dependerá de la experiencia del personal que realice el trabajo. La planificación de la auditoría de modelo, como el caso de una auditoría externa, es vital para la mitigación del riesgo, por ello es deseable la intervención de personal sénior. Durante la planificación, los elementos de la auditoría deberían ser asignados al personal con los niveles de experiencia, conocimiento técnico (fiscal o contable) y antigüedad adecuados. El personal sénior necesita observar el modelo a gran escala para asegurar que éste tiene sentido en su totalidad.